# Triumph Palace
Triumph Palace je výšková budova v Moskvě. Její výška je 264 m, má 57 nadzemních poschodí a 1000 bytů. Až do roku 2007, kdy jej nahradil Naberezhnaya Tower, byl nejvyšším mrakodrapem v Evropě, ale stále je nejvyšší bytovou stavbou v Evropě. Vrchol věže je vysoký 48,3 m.
Často se Triumph Palace přezdívá Osmá Sestra, protože je podobný Sedmi Sestrám, výškovým budovám, které nechal v Moskvě postavit Josef Stalin.